# Parker Girls
Parker Girls és una sèrie de còmics escrita i dibuixada per Terry Moore, iniciada el 2022 i publicada de manera independent sota el seu segell Abstract Studio. Es tracta d'un spin-off de Strangers in Paradise de 10 números, plens de misteri i intriga i amb el seu blanc i negre habitual.
Alex, una Parker Girl, fa que Mark perdi els 10 milions de dòlars que havia malversat a l'empresa del multimilionari Zackary May, on hi treballava de comptable. Aquest fet desencadena una sèrie d'esdeveniments i resulta tenir connexió amb la misteriosa mort d'una actriu, que també havia estat una Parker Girl. Tambi, al capdavant de l'agència d'espies, demana ajuda a Katchoo, Cherry i Becky per a investigar tant l'assassinat com el cas d'espionatge internacional que hi ha al darrere. Katchoo haurà d'abandonar el seu retir i la seva nova vida al costat de la seva família i tornar al seu passat per ajudar la seva germana.

## Argument
L'actriu Annie Graham (Piper May) apareix morta a la platja de Venice, i la policia inicia una investigació sobre la seva mort ja que sospiten que no va ser causada per un accident. Però Zackary May, el multimilionari marit d'Annie/Piper, utilitzarà els millors advocats per aturar aquesta investigació. Aleshores Tambi decideix encarregar-se'n ella mateixa: causar un gran escàndol i finalment fer caure l'Imperi May. Per a aconseguir-ho, recluta tres de les millors agents de Parker Girl, una organització femenina d'espies que opera a escala internacional.
Katchoo, amb qui s'havia posat en contacte Tambi per tornar a la seva antiga feina i ajudar-la a enderrocar aquest imperi, descobreix un secret que serà clau per aconseguir-ho, amb l'ajuda de Kelly, una altra agent Parker Girl; però aquesta no segueix el pla i la situació es complica. Aleshores, Cherry Hammer i Becky utilitzen recursos dràstics per esbrinar que qui va matar Piper May és un comptable de l'empresa May; per la seva banda, Kelly aconsegueix seduir Zackary May en una festa.
Tambi convenç Katchoo de tornar a actuar com a agent de Parker Girl per atrapar un multimilionari que ven secrets tecnològics a una nació hostil. Quan aquest reconeix Katchoo després d'aquests anys i intenta fer avançaments cap a ella per reprendre la relació on es va quedar en els seus dies de festes. Katchoo sap com fer caure l'imperi de May des de dins, i duu a terme una seqüència d'esdeveniments que comença amb un escàndol i que sacsegen les accions de l'empresa del multimilionari; però May contraataca declarant la guerra a les Parker Girls i posant Katchoo com a objectiu principal.
Kelly és reclutada per Cherry Hammer perquè utilitzi els seus instints inigualables per a atrapar l'assassí de Piper May, i totes les pistes condueixen al seu marit. Per la seva banda, Katchoo aconsegueix atraure fins a Califòrnia i l'escena del crim l'equip de defensa de May, però May atrapa Katchoo i la manté retinguda com a ostatge en una situació estratègica d'abast mundial. Les Parker Girls inicien una ofensiva contra May alhora que les agents, liderades per Tambi, intenten localitzar Katchoo. May, imparable, aconsegueix vendre el seu pla de solucionar l'escalfament global utilitzant la seva xarxa de satèl·lits, però Tambi sap que aquests aparells també seran l'arma definitiva de May.

## Història de la publicació
Quan el 2018 Terry Moore va decidir vincular la continuïtat de les seves obres per crear un univers còmic anomenat «Terryverse», va començar reprenent la història de Katchoo i Francine de la sèrie Strangers in Paradise a Strangers in Paradise XXV que, d'una banda, servia d'epíleg a l'arc narratiu «Parker Girl» de la sèrie original i, al mateix temps, va posar les bases de la sèrie Five Years, que va iniciar la seva publicació el 2019. Si bé Five Years es defineix com un crossover que reuneix personatges de diferents sèries de Moore, on Katchoo es veu obligada a caçar Stephanie, una Parker Girl que pot desemmascarar el seu passat i posar en perill la seva família, la sèrie Parker Girls és un spin-off de Strangers in Paradise. D'aquesta, Moore integra a Parker Girls Katchoo, Bambi, Cherry Hammer i Becky. L'autor també va prometre introduir-hi un nou personatge, B. A. D. Bad, que seria membre del grup.
El març de 2023 va sortir el sisè número del còmic; està previst que el setè es publiqui el 26 d'abril i el vuitè el juny. També el març de 2023 va ser quan va sortir el primer volum recopilatori de la sèrie, Parker Girls: Volume 1: Dead Quiet, que incloïa els cinc primers números en una edició en tapa tova de 106 pàgines.